# Bianzano
Bianzano es un pueblo de la Italia septentrional situado en la provincia de Bérgamo, Lombardía. Limita con Cene, Gaverina Terme, Leffe, Peia, Ranzanico y Spinone al Lago. Tiene 543 habitantes, y su alcalde es Giovanni Bosio.
De origen céltica y romana, Bianzano se convirtió después en un pueblo longobardo. 
El castillo Suardi, construido en el siglo XIII, es su mayor testimonio histórico. Hay también dos iglesias: la pequeña iglesia de la Asunción (construida en 1234) y la parroquia de San Roque, consagrada en 1614.

## Evolución demográfica
| Gráfica de evolución demográfica de Bianzano entre 1861 y 2001 |
|                                                                |
| Fuente ISTAT - elaboración gráfica de Wikipedia                |

- Datos: Q99968
- Multimedia: Bianzano / Q99968

1. ↑  Worldpostalcodes.org, código postal n.º 24060.
2. ↑  «Codici Catastali». Comuni-italiani.it (en italiano). Consultado el 29 de abril de 2017.